# Crisóstomo River
Crisóstomo River (portugisiska: Rio Crisóstomo) är ett vattendrag i Brasilien.   Det ligger i delstaten Mato Grosso, i den centrala delen av landet, 700 km norr om huvudstaden Brasília.
Trakten runt Crisóstomo River består i huvudsak av gräsmarker. Trakten runt Crisóstomo River är nära nog obefolkad, med mindre än två invånare per kvadratkilometer.